# Burrangong Creek
Burrangong Creek är ett vattendrag i Australien. Det ligger i delstaten New South Wales, i den sydöstra delen av landet, omkring 330 kilometer väster om delstatshuvudstaden Sydney.
Trakten runt Burrangong Creek består till största delen av jordbruksmark. Runt Burrangong Creek är det mycket glesbefolkat, med 2 invånare per kvadratkilometer.  Genomsnittlig årsnederbörd är 600 millimeter. Den regnigaste månaden är februari, med i genomsnitt 110 mm nederbörd, och den torraste är oktober, med 19 mm nederbörd.